# 神戸市立星和台中学校
神戸市立星和台中学校（こうべしりつせいわだいちゅうがっこう）は、兵庫県神戸市北区にある公立中学校。略称は「星中」（せいちゅう）

## 沿革
- 1976年 神戸市立鈴蘭台中学校から分離創立 標準服制定・校歌制定、体育館・プール完成、生徒会組織結成
- 1977年 校舎二期工事完了、PTA設立
- 1978年 南校舎増設工事（1期）完了
- 1981年 PTA文部大臣賞受賞
- 1985年 創立10周年記念式典、「発見の池」完成、校訓碑完成
- 1994年
- 1995年 阪神淡路大震災・救援物資集散所
- 創立20周年記念文化祭・記念誌発行
- 1991年 「心の教室」完成
- 2005年 創立30周年記念式典、学校東・南フェンス設置
- 2010年 耐震工事、本館屋上にソーラーパネル設置
- 2023年 新標準服制定

## 校訓
究める人・励ましあう人・たくましい人

## 部活動

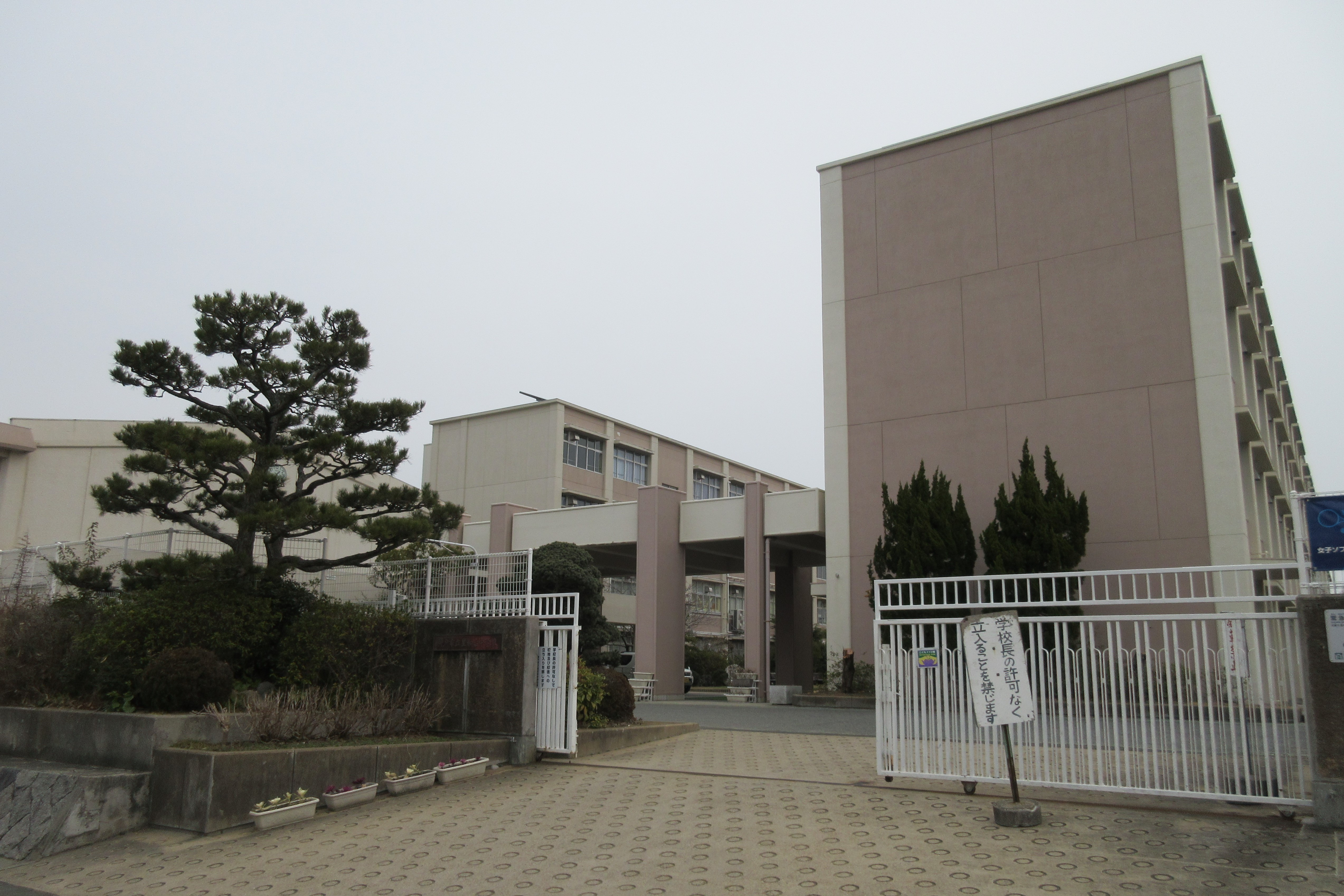
正門

### 運動部
- 野球部
- サッカー部
- 陸上競技部
- ソフトテニス部
- バスケットボール部
- 女子バレーボール部

### 文化部
- 吹奏楽部
- 美術部

## 部活動での表彰
- 1981年 市総体女子テニス個人戦優勝
- 1984年 市総体サッカー優勝
- 1987年 市総体陸上女子総合優勝
- 1988年 市総体陸上個人優勝・県総体陸上個人優勝・近畿総体陸上個人優勝
- 1989年 全日本中学校陸上選手権大会3種B優勝
- 1991年 近畿総体陸上3種B優勝
- 1996年 市総体テニス準優勝
- 1998年 神戸市中学校秋期野球大会準優勝
- 1999年 全国総体陸上3種A準優勝
- 2001年 市総体サッカー準優勝・県総体サッカー準優勝
- 2002年 市総体サッカー優勝・県総体サッカー準優勝・県吹奏楽祭兼コンクール金賞

## 各階の詳細（2024年度）

### 南館
１階　：　特支教室・配膳室・美術室・技術室
２階　：　普通教室（３年生(４８回生)）・理科室・図書館
３階　：　生徒会室・視聴覚室・美化倉庫・用具倉庫
４階　：　普通教室（１年生(５０回生)）・多目的室

### 北館
１階　：　保健室・用紙庫・管理員室・放送室・校長室・職員室・技術室
２階　：　調理室・被服室・更衣室・心の教室
３階　：　普通教室（２年生(４９回生)）・理科室・会議室
４階　：　音楽室・情報室

## 校区
- 星和台（1～7丁目）
- 南五葉（3～6丁目）
- 君影町（1～6丁目）
- 鳴子（1～3丁目）
- 鈴蘭台南町８・9丁目（9番）
- 山田町 小部（柿ノ木谷地区・成子地区）・藍那（星和台団地）

## 卒業生
- 玉野宏昌 - 元プロ野球選手
- 橋本優貴 - 柔道家
- 牧野景輔 - 元サッカー選手
- 有働克也 - 元プロ野球選手

## 交通アクセス
- 神戸電鉄西鈴蘭台駅より徒歩15分
- 神戸市バス（しあわせの村行き）「星和台南」（150・158系統は「星和台ポラール前」）下車
- 阪急バス「星和台ポラール前」下車東へ500m
- 阪神高速北神戸線「藍那出入口」より南東へ約2km
- 阪神高速北神戸線「しあわせの村出入口」より北東へ約2km

## 通学区域が隣接している学校
- 神戸市立鈴蘭台中学校
- 神戸市立小部中学校
- 神戸市立山田中学校